# 泥火山

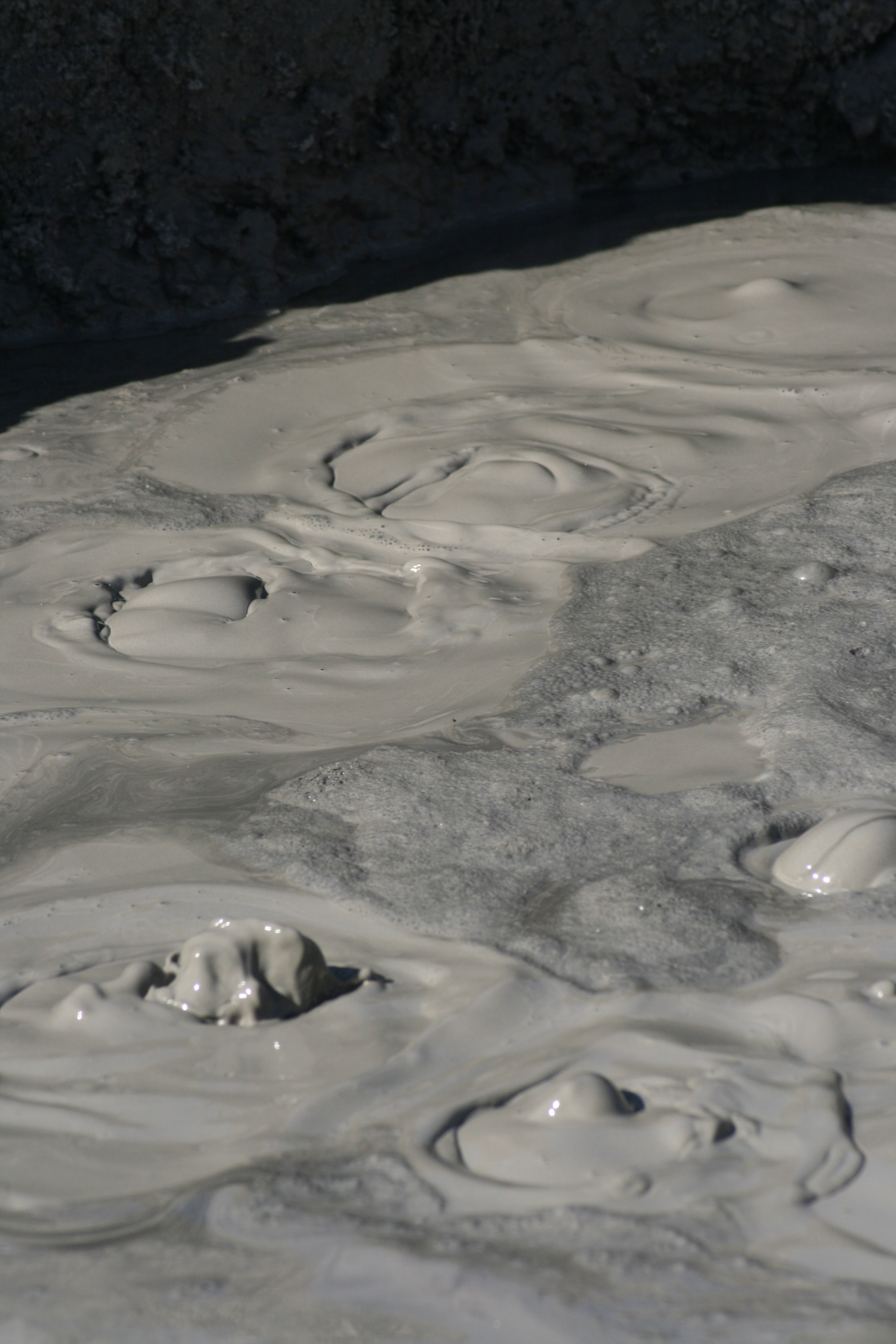
泥火山。泥水が噴出している。

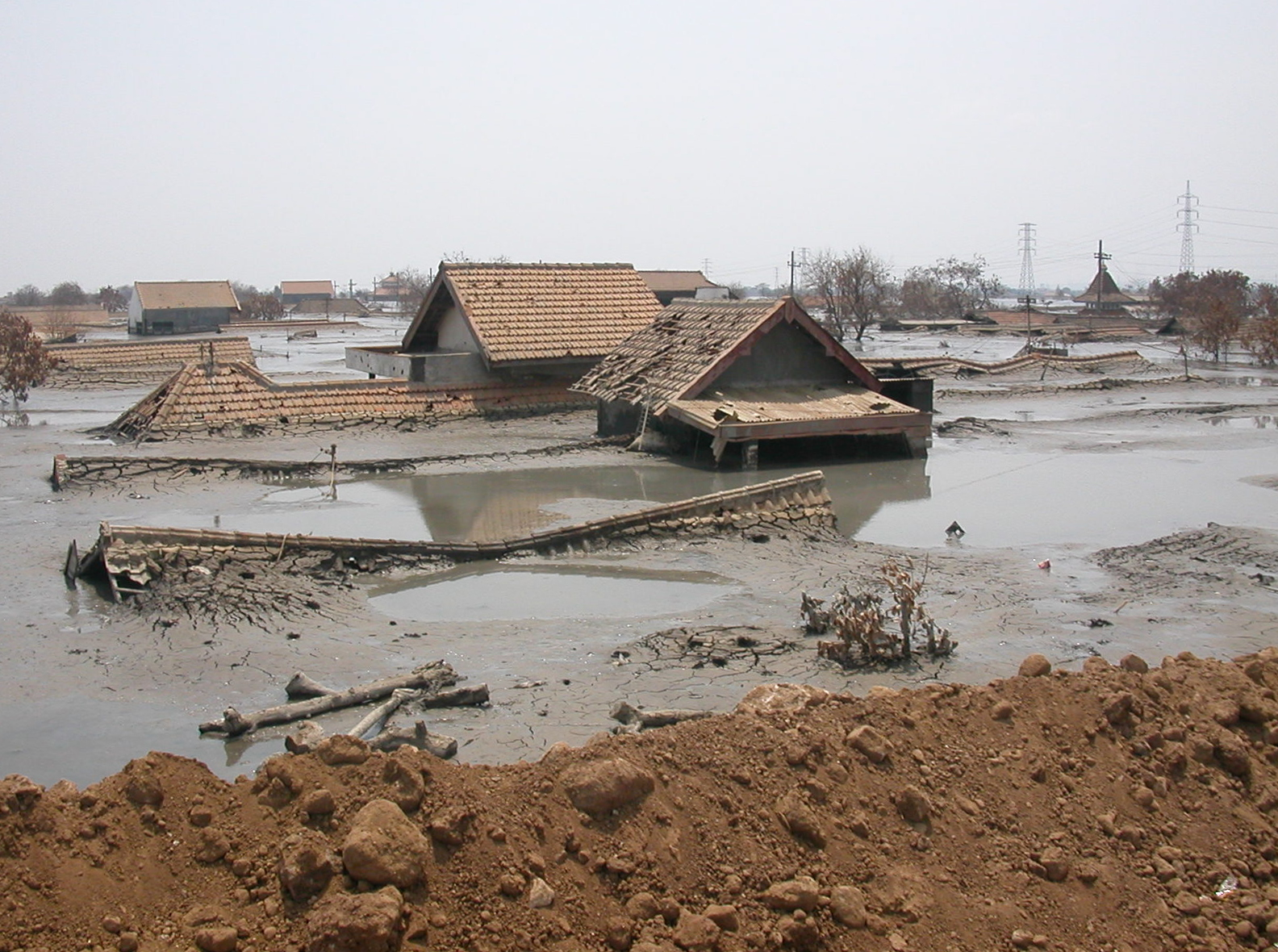
インドネシア・シドアルジョの泥火山。泥噴出事故で農村地帯が泥沼と化した。

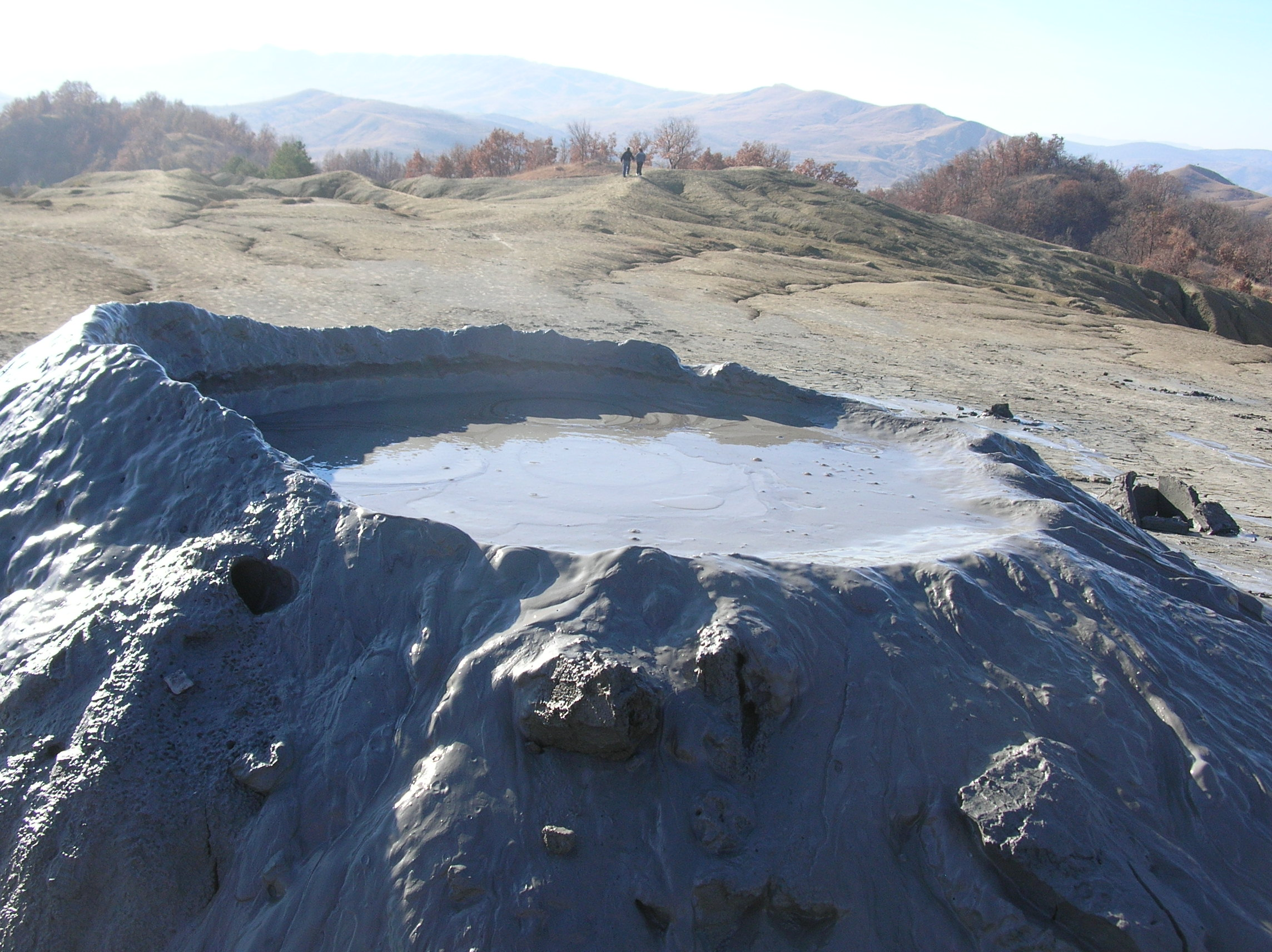
ルーマニアの油田地帯、ブザウ県・ベルカにある泥火山。

泥火山（でいかざん、泥水噴出孔、英: mud volcano, mud dome）は、地下深くの粘土が地下水およびガスなどとともに地表または海底に噴出し、円錐状に堆積した地形の高まりと、その現象のこと。
火山の名称が付けられているが、必ずしも火山活動と関係のあるものではなく、溶岩などに比べるとその温度は非常に低い。特に噴出箇所で炭化水素の多いハイドレート（メタンハイドレートなど）が作られている場合は、噴出物の融点くらいまでに低温になっている。温泉とともに噴出しているケースもあるが、低温の地下水（酸性が強い地下水や、塩分の高い地下水であることもある）とともに噴出するケースもある。地下圧力及び泥質の噴出により、比高数mから数十m程度の泥の丘陵や泥のドームを形作ることもあるが、直径10kmや高さ700mに及ぶ大きさのものもあり、突然噴出して周辺を泥に沈めることもある。
形成要因としては地中深部の帯水層に高圧がかかり、その上位にある浸透率の低い粘土層を破砕して、表面に噴出するものと考えられている。噴出しているガスの86%はメタンだが、二酸化炭素や窒素も含まれる。
世界的な分布としては、油田地帯及び沈み込み帯周辺に多い。カスピ海周辺やアゼルバイジャンに多数あるほか、黒海沿岸、インドネシア、日本、台湾、アラスカ、カリフォルニアからメキシコの太平洋側、メキシコ湾岸などに点在する。地表および浅い海底には1,100箇所ほどの泥火山が確認されているが、深海平原などには1万を超える泥火山があると考えられている。

## 主な泥火山
- 新冠泥火山（日本・北海道新冠町）
- 松代泥火山（日本・新潟県十日町市）
- ゴブスタン泥火山群（アゼルバイジャン）
- シドアルジョの泥火山（インドネシア・東ジャワ州シドアルジョ県（英語版））